# Le Clown au Cirque
Le Clown au Cirque és una pintura a tempera i ploma i tinta per l'artista belarús- francès Marc Chagall creada el 1980.

## Descripció
El quadre representa pallassos flotant enmig de la pista del circ en plena actuació. El tema del circ era molt estimat per l'artista. Chagall sovint tornava al circ com a tema de les seves obres d'art. Considerava els pallassos, els acròbates i els actors com a éssers tràgicament humans que són com personatges de determinades pintures religioses.
Entre altres pintors postimpressionistes i moderns que van destacar el circ a les seves obres hi ha Seurat, Toulouse-Lautrec, Picasso, Rouault, Van Dongen i Léger.

## Origen
- Chalk & Vermilion Fine Art, Greenwich
- Galeries de la Costa, Carmel
- Col·lecció privada, Ohio (adquirida l'any 2000)
- Galeria Weinstein, San Francisco
- Col·lecció privada (adquirida el 2015)